# Civilization VI: Rise and Fall
Sid Meier's Civilization VI: Rise and Fall o Civilization VI: Rise and Fall es la primera expansión del videojuego de estrategia por turnos Civilization VI, que se estrenó el 8 de febrero de 2018. El juego añadió nuevas mecánicas de juego, así como nuevos líderes y civilizaciones.

## Sistema de juego
El foco de la expansión es añadir una mecánica que emula tanto el ascenso como la caída de una civilización debido a una serie de factores. Se desafía al jugador para adaptarse a estos cambios en su civilización.
La expansión introduce eras globales, provocadas cuando cualquiera de las civilizaciones logra cierto hitos requeridos. Todas las civilizaciones serán evaluadas por su Puntuación de Era y al llegar a este punto, basado en varios objetivos previos, incluyendo Momentos Históricos como la circunnavegación del mapa por primera vez.
La Puntuación de Era determina si la civilización ingresa en una Edad de Oro (al superar la puntuación) o una Edad Oscura (por fallar), o bien avanza a la próxima Era sin sufrir cambios. En una Edad de Oro, las poblaciones de ciudades son más leales a su líder, trayendo consigo distintas bonificaciones. Por otro lado, las poblaciones en Edades Oscuras serán menos leales y se corre el riesgo de que una ciudad se vuelva independiente. Si el jugador es capaz de superar esta Edad Oscura, a la hora del cambio de era global, pasará a una Edad Heroica con mayores beneficios. Independientemente de la puntuación que obtenga en cada era, los jugadores seleccionarán una Dedicación que los acompañará durante esa Edad. Firaxis quiere que los jugadores tengan una mecánica de premio-castigo que los desafía a la hora de atravesar una Edad Oscura.
Las ciudades incluirán un índice de lealtad, el cual está afectado por las Edades de Oro u Oscuras. La lealtad en ciudades aumenta por mantener la población feliz, efectos de gobierno, así como la lealtad de ciudades cercanas. Aun así, la lealtad puede perderse por otros efectos de gobierno, infelicidad y la presencia cercana de ciudades de otro imperio. Si el índice de lealtad de una ciudad llega a cero, ésta se convierte en una ciudad libre, ya no controlado por el jugador, y puede ser tomado por cualquier civilización militarmente o a través de ejercer su propia lealtad y convertirla a su civilización. Esto significa que utilizando la lealtad se podrán tomar ciudades libres. Para mantener la lealtad los jugadores pueden crear y asignar un gobernador a una ciudad a través del árbol de principios. Los gobernadores se especializan en una de siete áreas, por ejemplo en aspectos militares o económicos, y proporcionan impulsos a la lealtad y otras funciones a la ciudad en la que esté. Los gobernadores pueden ser mejorados con puntos para proporcionar mayores bonificaciones, pero el jugador tiene una cantidad limitada de estos puntos para gastar durante el juego entre todos los Gobernadores, obligándolos a decidir si tienen uno o dos Gobernadores fuertes o varios débiles.
Las civilizaciones pueden formar alianzas con otras civilizaciones haciendo foco en objetivos concretos, como una alianza científica para compartir mejoras, o una alianza económica para especializarse en rutas comerciales. Las alianzas se vuelven más intensas con el tiempo. La expansión introduce las Emergencias que se activan por acontecimientos concretos, como el caso de que una civilización utilice una arma nuclear, o un jugador convierte una ciudad santa a una religión diferente. Cada civilización puede implicarse en la Emergencia, dependiendo de su naturaleza: en el caso de una arma nuclear, todas otras civilizaciones pueden forman una coalición en contra del jugador que la utilizó. Cada bando en esta Emergencia tiene una lista de objetivos a corto plazo que deberá cumplir para salir victorioso en la situación. El primer bando que logre completar los objetivos recibirá una serie de beneficios que durará hasta el final del juego.
Nuevas infraestructuras y unidades serán añadidas para apoyar estas mecánicas, así como un tipo de Distrito nuevo, el de Gobierno. Una civilización sólo puede tener un distrito de Gobierno, pero, según donde se coloque, tendrá un impulso significativo a la lealtad de las ciudades además de otros beneficios.

### Civilizaciones y líderes
Esta expansión incluye un total 8 nuevas civilizaciones y 9 líderes.
| Civilización | Líder        | Capital        | Unidad única        | Infraestructura única | Habilidad especial   | Bonus de líder (Unidad única 2)        | Agenda histórica         |
| ------------ | ------------ | -------------- | ------------------- | --------------------- | -------------------- | -------------------------------------- | ------------------------ |
| Corea        | Seondeok     | Gyeongju       | Hwacha              | Seowon                | Tres Reinos          | Hwarang                                | Cheomseongdae            |
| Cri          | Poundmaker   | Mikisiw-Wacîhk | Okihtcithaw         | Mekewap               | Nîhithaw             | Condiciones Favorables                 | Confederación de Hierro  |
| Escocia      | Roberto I    | Stirling       | Highlander          | Campo de Golf         | Iluminación Escocesa | Bannockburn                            | Flor de Escocia          |
| Georgia      | Tamara       | Tiflis         | Khevsur             | Tsikhe                | Fuerza en la Unidad  | Gloria del Mundo, del Reino y de la Fe | Fortaleza de Narikala    |
| India        | Chandragupta | Patna          | Varu                | Pozo Escalonado       | Dharma               | Arthashastra                           | Imperio Mauria           |
| Mapuche      | Lautaro      | Ngulu Mapu     | Incursor del Malón  | Chemamull             | Toqui                | Halcón Rápido                          | Espíritu de Tucapel      |
| Mongolia     | Genghis Khan | Qaraqorum      | Keshig              | Ordu                  | Örtöö                | Horda mongola                          | Señor de los Caballos    |
| Países Bajos | Guillermina  | Ámsterdam      | De Zeven Provinciën | Pólder                | Grote Rivieren       | Radio Oranje                           | Multimillonaria          |
| Zulúes       | Shaka        | Ulundi         | Impi                | Ikanda                | Isibongo             | Amabutho                               | Cuerno, Pecho y Entrañas |

1. ↑  Nuevo líder de la India, comparte la habilidad especial, la unidad e infraestructura únicas de Gandhi.

## Recepción
El juego fue bien recibido por los críticos con un promedio ponderado de 80 en Metacritic.